# Lumbin
Lumbin ist eine französische Gemeinde mit 2.157 Einwohnern (Stand: 1. Januar 2022) im Département Isère in der Region Auvergne-Rhône-Alpes; sie gehört zum Arrondissement Grenoble und zum Kanton Le Moyen Grésivaudan. Die Einwohner heißen Lumbinois.

## Geografie
Lumbin liegt 19 Kilometer nordöstlich von Grenoble an der Isère in der Landschaft Grésivaudan. Umgeben wird Lumbin von den Nachbargemeinden La Terrasse im Norden und Nordosten, Tencin im Osten und Nordosten, La Pierre im Osten und Südosten, Le Champ-près-Froges im Süden und Südosten, Crolles im Süden und Südwesten sowie Saint-Hilaire im Westen.
Durchquert wird die Gemeinde von der Autoroute A41 und der früheren Route nationale 90 (heutige D1090).

## Bevölkerungsentwicklung
| Jahr                       | 1962 | 1968 | 1975 | 1982 | 1990 | 1999 | 2006 | 2018 |
| -------------------------- | ---- | ---- | ---- | ---- | ---- | ---- | ---- | ---- |
| Einwohner                  | 390  | 395  | 488  | 709  | 936  | 1464 | 1867 | 2151 |
| Quellen: Cassini und INSEE |      |      |      |      |      |      |      |      |

## Sehenswürdigkeiten

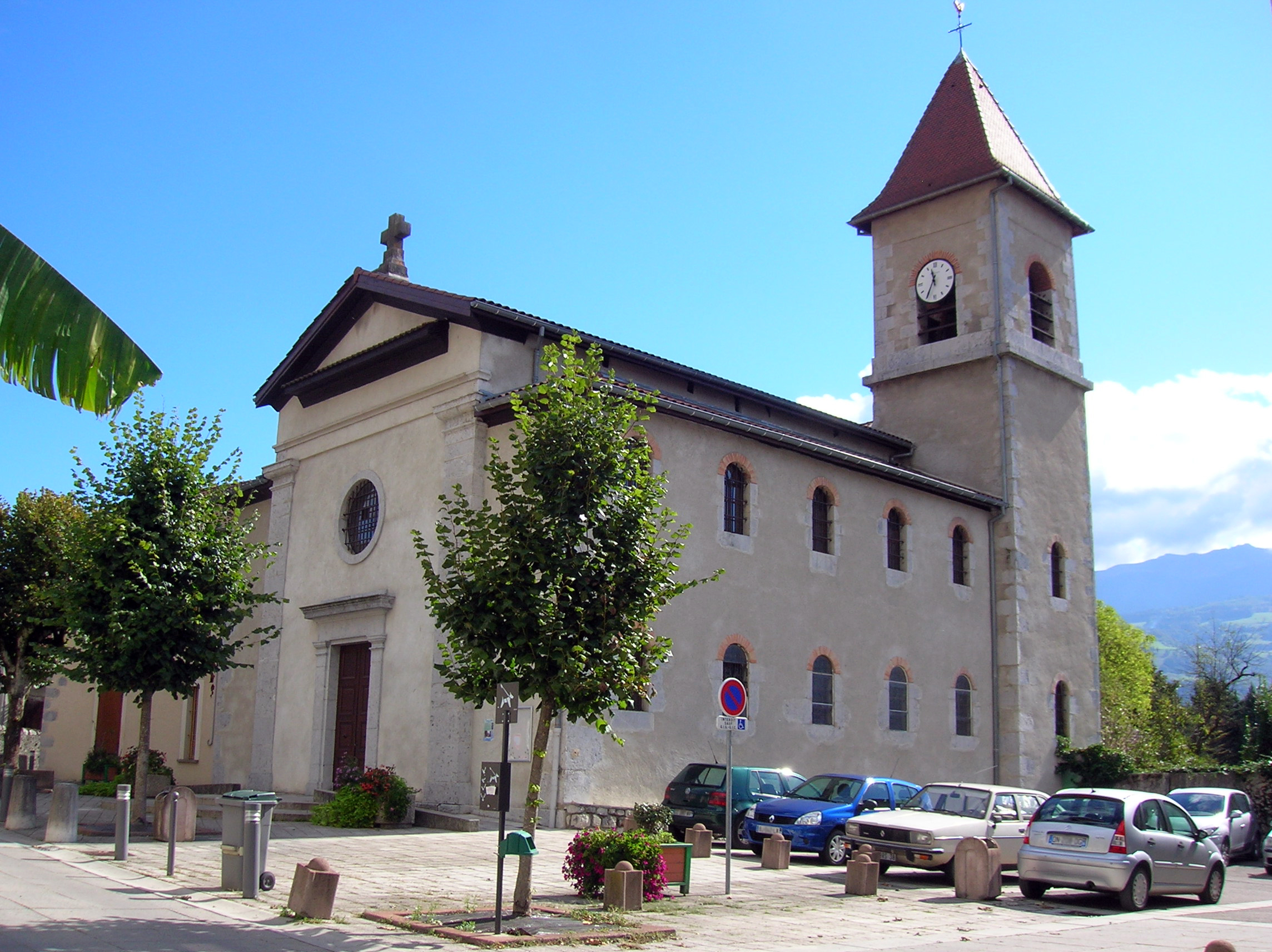
Kirche Sainte-Marie-Madeleine

- Kirche Sainte-Marie-Madeleine

## Gemeindepartnerschaft
Mit der slowenischen Gemeinde Vipava besteht seit 2005 eine Partnerschaft.